# ورزشگاه استان آیوتایا
ورزشگاه استان آیوتایا (به لاتین: Ayutthaya Province Stadium) یک ورزشگاه در تایلند است که در Phai Ling واقع شده‌است.